# Esencialne aminokisline
Esencialne aminokisline so tiste proteinogene aminokisline, ki jih organizem ne more sintetizirati sam, zato jim mora dobivati s hrano. Seznam esencialnih aminokislin ni enak pri vseh vrstah, vsi podatki v tem geslu veljajo za človeka.

## Esencialne in pogojno esencialne aminokisline
V spodnji preglednici je razvrščenih vseh 20 esencialnih in neesencialnih aminokislin, ki v človeškem organizmu tvorijo beljakovine. Nekatere so esencialne le v določenih okoliščinah (označene z *)., dodana pa je tudi 21. aminokislina selenocistein (označena z **), ki je proteinogena pri človeku, vendar se jo običajno obravnava ločeno, ker ne nastopa v genetskem kodu.
| Esencialne  | Neesencialne    |
| ----------- | --------------- |
| izolevcin   | alanin          |
| arginin*    |                 |
| lizin       | aspartat        |
| metionin    | cistein*        |
| fenilalanin | glutamat        |
| treonin     | glutamin*       |
| triptofan   | glicin*         |
| valin       | prolin*         |
| histidin*   | serin*          |
| tirozin*    | asparagin*      |
| levcin      | selenocistein** |

Splošno razvrščamo med esencialne naslednje aminokisline: fenilalanin, valin, treonin, triptofan, izolevcin, metionin, levcin, and lizin. Nadalje so  cistein, tirozin, histidin in arginin esencialne za otroke (ne morejo jih sintetizirati v zadostni količini)..
Aminokisline arginin, cistein, glicin, glutamin, histidin, prolin, serin in tirozin so pogojno esencialne aminokisline, saj jih normalno telo samo proizvede v zadostnih količinah, v določenih okoliščinah pa je potreben vnos s hrano. Pri bolnikih s  fenilketonurijo je tirozin esencialna aminokislina tudi po koncu otroštva. Pri normalni presnovi se tirozin sintetizira iz fenilalanina, pri fenilketonuriji pa je encim, ki katalizira to reakcijo, nefunkcionalen. Bolniki s to boleznijo morajo s prehrano prejemati več tirozina in čim manjše količine fenilalanina, drugače se le ta kopiči v telesu in povzroča motnje v delovanju možganov.
Razločevanje med esencialnimi in neesencialnimi aminokislinami ni vedno popolnoma jasno, saj se lahko nekatere aminokisline proizvedejo iz drugih. Žveplo vsebujoči aminokislini metionin in homocistein (ni proteogena) se lahko pretvarjata iz ene v drugo, vendar se v človeškem telesu nobena od njiju ne more sintetizirati povsem na novo. Tudi cistein lahko nastane v telesu iz homocisteina, ne more pa se sintetizirati na novo. Zato pogosto združujejo take aminokisline v skupine, ki so sintezno ekvivalentne. Take skupine so omenjene žveplo vsebujoče aminokisline, par aromatskih aminokislin (fenilalanin in tirozin) ter skupina, ki združuje arginin, citrulin in ornitin (zadnji dve nista proteinogeni), saj se te tri lahko pretvarjajo ena v drugo.

## Priporočeni dnevni vnos
Priporočene količine, ki naj bi jih človek prejel vsak dan s hrano, je težko določiti. V preglednici so prikazane količine, ki naj bi jih dnevno prejel odrasel človek glede na priporočila SZO.
| Aminokislina                  | mg na kg telesne teže  | mg za 70 kg | mg za 100 kg |
| ----------------------------- | ---------------------- | ----------- | ------------ |
| I (izolevcin)                 | 20                     | 1400        | 2000         |
| L (levcin)                    | 39                     | 2730        | 3900         |
| K (lizin)                     | 30                     | 2100        | 3000         |
| M (metionin) + C (cistein)    | 10,4 + 4,1 (skupno 15) | 1050        | 1500         |
| F (fenilalanin) + Y (tirozin) | 25 (skupno)            | 1750        | 2500         |
| T (treonin)                   | 15                     | 1050        | 1500         |
| W (triptofan)                 | 4                      | 280         | 400          |
| V (valin)                     | 26                     | 1820        | 2600         |

Za otroke, stare 3 leta in več, so priporočene dnevne količine za 10 do 20 % večje kot za odrasle, pri otrocih do tretjega leta pa so večje do 150 %.